# Personal
Personal är en grupp människor som arbetar för en gemensam huvudman. Personalen kan vara kontrakterad på många sätt, till exempel volontärer, anställda eller konsulter.